# Битва при Бриуэге
Би́тва при Бриуэ́ге состоялась 8 декабря 1710 года в ходе Войны за испанское наследство. Британский арьергард под командованием Джеймса Стэнхоупа, отступавший из Мадрида в Барселону, был окружен в районе города Бриуэга и разгромлен франко-испанской армией герцога де Вандома.

## Подготовка
В 1710 году после победы в битве при Альменаре (27 июля) и в битве при Сарагосе (20 августа) армия эрцгерцога Карла заняла Мадрид во второй раз. 21 сентября Карл вошёл в Мадрид, рассчитывая сделать его своей столицей. Однако вторжение 1710 года оказалось повторением вторжения 1706 года: 23-тысячная армия солдат союзников сократилась на 2 000 в боях при Альменаре и  Сарагосе. Войско сокращалось из-за постоянных стычек с партизанами и болезней.
В свою очередь, армия Бурбонов была быстро переорганизована знаменитым французским полководцем герцогом Вандомом, который прибыл в Испанию по просьбе Филиппа V и был назначен маршалом испанской армии. Испанские добровольцы и регулярные части были объединены с ирландской бригадой и французскими войсками, тайно находившимися на испанской службе.
Мадрид опустел, покинутый всеми, кроме самых бедных его жителей, и позиции союзников стали слишком уязвимыми. 9 ноября союзные войска оставили город и начали отступление в Каталонию. Оставив позади основную часть армии, эрцгерцог Карл с двумя тысячами гвардейцев поторопился в Барселону. Остальная часть армии была разделена на два отряда, чтобы солдат было проще прокормить. Генерал Гвидо Штаремберг шёл впереди с основной частью армии из 12 000 солдат в одном дне пути перед британскими войсками — 5 000 солдат во главе с Джеймсом Стэнхоупом. Это разделение сил было замечено Вандомом и привело союзную армию к катастрофе.

## Битва
Вандом отправился из Талаверы со своими войсками и начал преследовать отступающую британскую армию с невероятной скоростью. Армия была в пути днем и ночью. В своем стиле Вандом во главе кавалерии вброд пересек реку Энарес и за несколько дней обошёл Стэнхоупа, который находился в Бриуэге, с левого фланга. Стэнхоуп едва успел отправить гонца к Штарембергу, прежде чем Вандом окружил его армию вечером 8 декабря. На следующее утро город было блокирован со всех сторон.
Вандом дал приказ проломить стены Бриуэги с помощью тяжелой артиллерии и взорвать одни из ворот города. Начался пожар, уничтоживший британские запасы пороха. Затем разгорелось ожесточенное сражение на улицах: солдаты Вандома штурмовали город в штыковой атаке и занимали дом за домом. Британцы поджигали здания, захваченные солдатами, но это не помогало. Британский генерал Джеймс Стэнхоуп понял, что дальнейшее сопротивление приведёт только к бессмысленной бойне и принял требование о капитуляции на почетных условиях.

## Последствия
Едва Вандом принял капитуляцию британцев, он узнал, что Штаремберг движется к Бриуэге на выручку Стэнхоупу. 10 декабря они встретились в кровопролитной битве при Вильявисьосе, после которой союзники продолжили отступление.
Британские солдаты оставались в плену вплоть до октября 1711 года, когда состоялся обмен пленными, и они отправились домой.